# Clares
Clares es una localidad española perteneciente al municipio guadalajareño de Maranchón, en la comunidad autónoma de Castilla-La Mancha. Está ubicada en la comarca del Señorío de Molina-Alto Tajo.

## Ubicación
Se encuentra en el norte de la provincia de Guadalajara, a 108 km de la capital provincial, cerca de las provincias de Zaragoza y Soria, a pies de la sierra de Solorio.

## Historia
Hacia mediados del siglo XIX, el lugar, por entonces con ayuntamiento propio, tenía contabilizada una población de 87 habitantes. La localidad aparece descrita en el sexto volumen del Diccionario geográfico-estadístico-histórico de España y sus posesiones de Ultramar de Pascual Madoz de la siguiente manera:

CLARES: l. con ayunt. en la prov. de Guadalajara (17 leg.), part. jud. de Molina (5), aud. terr. de Madrid (26), c. g. de Castilla la Nueva, dióc. de Sigüenza (7): sit. en terreno áspero y umbrioso; su clima es frio y propenso á fiebres intermitentes y á la demencia. Tiene 30 casas; la de ayunt. que sirve de cárcel y escuela de instruccion primaria, á la que concurren 10 niños, bajo la direccion de un maestro sacristan que percibe por el primer cargo 5 celemines de trigo de los alumnos que escriben, y 2 de los que solo leen, y 20 fan. de trigo por el desempeño de la sacristia: hay una igl. parr. (Santa Maria), servida por un cura de provision real y ordinaria en concurso: en la torre de la misma igl. se halla el reloj público bastante bueno. Confina el térm. N. y E. Balbacil; S. Mazarete, y O. Maranchon: dentro de él se encuentra una fuente, que provee al vecindario para beber y demas usos domésticos, y 2 ermitas (Ntra. Sra. de Lucio y San Roque). El terreno en lo general es quebrado, pedregoso y frio, con algunas cañadas: comprende una deh. destinada para yuntas de labor, poblada de roble; hay algunos huertecillos regados con agua de pozos. caminos: los locales y la ant. carretera de Madrid á Barcelona, que se halla en mal estado. correo: se recibe y despacha en la estafeta de Maranchon por un cartero. prod.: trigo, centeno, cebada, avena, guisantes, guijas, patatas y algunas verduras; cria ganado lanar, cabrio, caballar, mular, asnal y de cerda. ind.: la agrícola y la paleria, á la que se dedican algunos vec. que salen á diferentes pueblos á abrir acequias, regaderas y zanjas. comercio: esportacion de frutos sobrantes, é importacion de los art. que faltan. pobl.: 28 vec., 87 alm. cap. prod.: 664,167 rs. imp.: 34,850. contr.: 2,668. presupuesto municipal 600 rs., se cubre con los prod. de la deh. y reparto vecinal.
(Madoz, 1847, p. 475)

El municipio de Clares desapareció en 1970, al fusionarse con los de Maranchón, Balbacil y Codes.

## Demografía
| Gráfica de evolución demográfica de Clares entre 1842 y 1960 |
| |
| Población de derecho según los censos de población del INE Población de hecho según los censos de población del INEEntre el censo de 1970 y el anterior, este municipio desaparece porque se integra en el municipio Maranchón |

- Población (INE 1 de enero de 2021): 8 habitantes[6]
- Población desde 1842 (Fuente INE):

|                      | 1842 | 1857 | 1860 | 1877 | 1887 | 1897 | 1900 | 1910 | 1920 | 1930 | 1940 | 1950 | 1960 | 2000 | 2010 | 2020 |
| -------------------- | ---- | ---- | ---- | ---- | ---- | ---- | ---- | ---- | ---- | ---- | ---- | ---- | ---- | ---- | ---- | ---- |
| Población de hecho   |      | 155  | 169  | 157  | 168  | 189  | 178  | 221  | 173  | 176  | 176  | 186  | 132  |      |      |      |
| Población de derecho | 87   |      |      | 182  | 183  | 196  | 191  | 223  | 188  | 198  | 197  | 198  | 134  | 15   | 18   | 8    |
| Hogares              | 28   | 44   | 51   | 50   | 46   | 55   | 49   | 53   | 46   | 48   | 42   | 48   | 37   |      |      |      |

## Fiestas locales
- Quema del Judas: quema de un muñeco de paja que representa a Judas elaborado por los jóvenes en el horno local, durante la noche de vísperas.  (Domingo de Resurrección). Durante la noche, los jóvenes decoran y cosen las viejas prendas prestadas por los clareños, y cuelgan el muñeco en el árbol de la llamada “puerta de la fragua”. Una vez pasada la noche, los pequeños más madrugadores pegan e insultan al muñeco con frases tradicionales como “judas iscariote, asesino hasta el cogote”. Llegado el mediodía, se baja del árbol y se le da la vuelta al pueblo, mientras los niños lo arrastran, le pegan, e intentan deshacerlo antes de su quema. Al final, es quemado en las eras ante la espectación de los clareños más jóvenes.
- Virgen del Lluvio/Yugo (Domingo de la Ascensión): romería a la ermita homónima con la imagen de la Virgen y comida popular en la pradera. Cada familia lleva sus enseres y cargan sus alimentos para la comida popular allí celebrada.
- Fiestas de agosto en honor a la Virgen del LLuvio (3.er fin de semana del mes de agosto): verbenas, campeonatos de juegos de naipes, juegos infantiles, merienda de los pollos (lunes siguiente), merienda del jamón (sábado siguiente), campeonato de fútbol, etc. Comienza con la novena y el pregón de inicio de fiestas, dado desde el balcón del centro social. Da cierre con el cohete de fin de fiestas lanzado desde el mismo lugar.
- San Roque, patrón (16 de agosto): romería a la ermita homónima y celebración de eucaristía. Suele hacerse comida popular en el centro social.
- Virgen del Rosario, patrona (1.er domingo de octubre) Esta fiesta era antiguamente la principal, y es celebrada con comidas, charanga y música en el centro social.
- El Ojeo (entre octubre y noviembre): fiesta de apertura de la veda de caza con participación popular, en la que se hace una cena con la caza cazada por los clareños.
- Festival de Jazz: Celebrado durante un fin de semana, normalmente en junio o julio dependiendo del año. Varios grupos de música independiente acuden al municipio para darse a conocer. La afluencia de público suele ser alta. Es un acto en ebullición.
- Merienda de los toros de Maranchon: merienda popular de jamón, queso, vino y embutido ofrecida a los clareños en el fin de semana posterior a las fiestas de agosto.
- Celebración del puente de “Todos los santos”.

## Monumentos
- Iglesia de la Asunción
- Ermita de San Roque
- Ermita de la Virgen del Lluvio
- Horno de pan Actualmente utilizado por los más jóvenes de Clares como peña para celebrar sus fiestas.
- Lavadero.

## Véase también

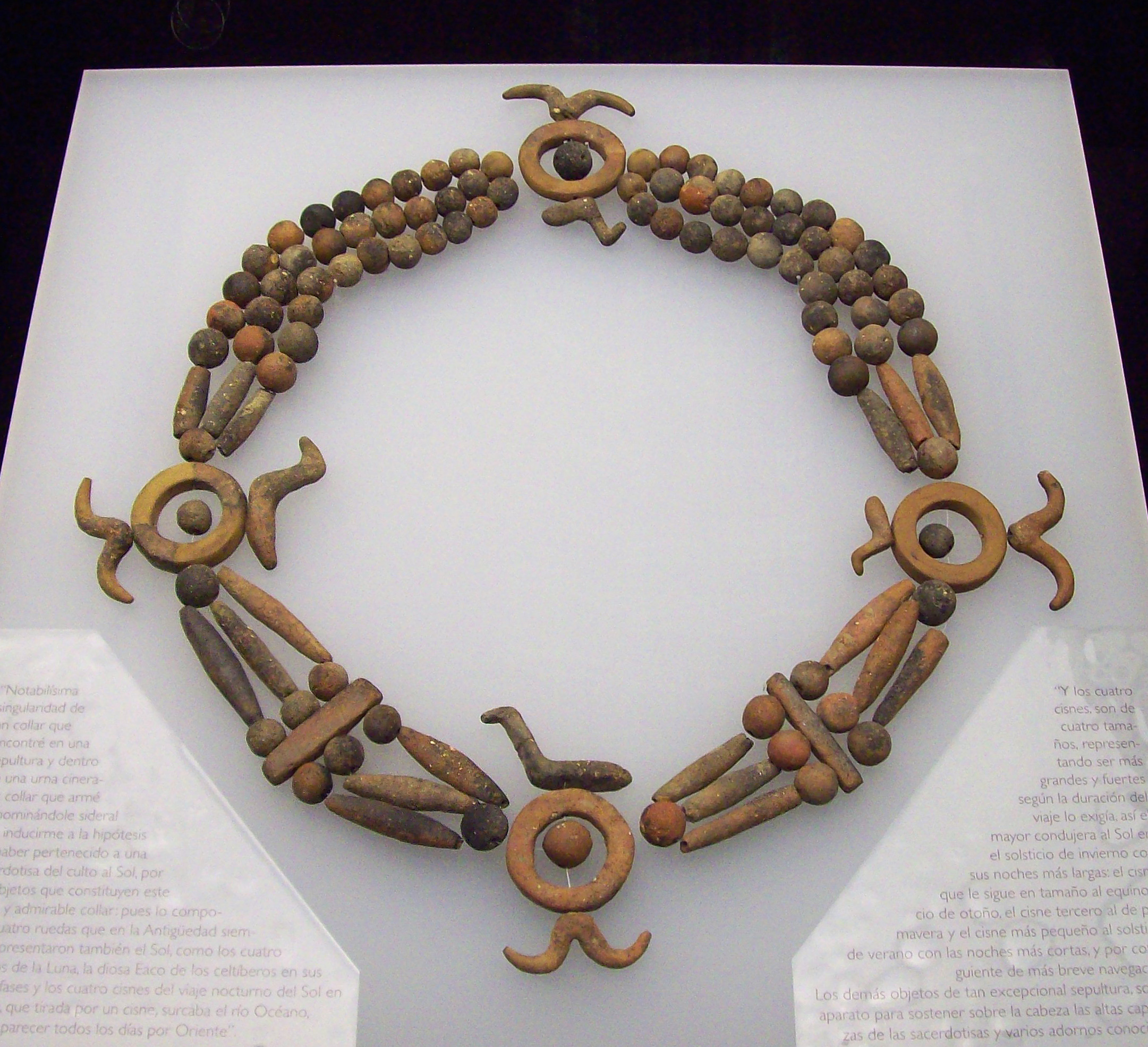
Collar celtíbero encontrado en la necrópolis de Navafría